# Chuck McCann
Chuck McCann, född 2 september 1934 i Brooklyn, död 8 april 2018 i Los Angeles, var en amerikansk skådespelare, komiker och dockspelare. Han gjorde bland annat rollen som Tinker Jones i TV-serien Lilla huset på prärien samt roller i Bröderna Cartwright, Columbo och Rockford tar över. Därtill hade han sitt eget TV-program – The Chuck McCann Show.